# Classificação de cédulas por estado de conservação
A  Classificação de cédulas por estado de conservação é a padronização utilizada na Numismática para qualificar cédulas em categorias pré-determinadas, segundo seu grau de conservação e desgaste.
Ela é um dos fatores mais importantes na avaliação do valor comercial de uma cédula para fins de Colecionismo. Uma cédula em perfeito estado, denominada Flor de Estampa (ver tabela abaixo), pode valer de 3 a 30 vezes mais do que uma cédula em estado mediano, categorizada como MBC ("muito bem conservada").
Apesar da classificação ser subjetiva e até mesmo os especialistas poderem discordar sobre o grau de conservação de uma determinada cédula, apresentamos abaixo os critérios de classificação mais usualmente utilizados no Brasil.
Por se tratar de critérios técnicos utilizados popularmente pelo mercado, as descrições abaixo não foram adulteradas e estão conforme publicadas pelos autores Claudio Patrick Amato, Irlei Soares das Neves e Julio Ernesto Schütz , com sua devida autorização.

## Descrição dos estados de conservação[1]
- Flor de Estampa, sigla FE (em inglês Uncirculated, sigla UNC) – Uma cédula perfeitamente preservada. O papel é limpo, firme e sem descoloração. Os cantos são agudos e no esquadro. Não há vestígios de dobras ou marcas de manuseio descuidado.
- Soberba, siglas S ou Sob (em inglês Extremely Fine, siglas XF  ou EF ) – Uma cédula com pequenos sinais de manuseio. Pode ter no máximo três pequenas marcas ou um sinal de dobra. O papel é limpo e firme com o brilho original. Os cantos podem apresentar pequenos sinais de uso.
- Muito Bem Conservada, sigla MBC (em inglês Very Fine, sigla VF) – Uma cédula com alguns sinais de manuseio e uso. Podem ter diversas marcas de dobra verticais e horizontais. O papel pode ter um mínimo de sujeira e manchas na cor, mantendo relativa rigidez. Não deve ter cortes ou rasgos na margem, embora possa mostrar sinais de uso. Os cantos também podem mostrar sinais de circulação, porém não devem ser totalmente arredondados.
- Bem Conservada, sigla BC (em inglês Very Good, sigla VG) – Uma cédula consideravelmente circulada, com muitas dobras e rugas. O papel pode estar amolecido e as margens podem apresentar pequenas faltas decorrentes do uso, porém não se admite rasgos nas dobras centrais devido ao excesso de uso. As cores são visíveis, porém não brilhantes. Furos de grampeador podem ser tolerados.
- Regular, sigla R (em inglês Good, sigla G) – Uma cédula muito pesadamente manipulada, com danos normais devido à prolongada circulação. Podem incluir muitas dobras, rasgos, manchas, furos, inscrições, cantos arredondados e uma aparência geral não muito atrativa. Não devem ter grandes rasgos e a maior parte da nota deve ser identificada.
- Um Tanto Gasta, sigla UTG (em ingês Poor, sigla P) – Uma cédula totalmente flácida, muito pesadamente e mal utilizada. Com grandes rasgos ou pedaços faltantes, além de dobras, rasgos, manchas, furos e cantos perdidos. Não devem ser colecionadas, a não ser no caso de peças muito raras.

### Estados de conservação intermediários
São admitidos estados de conservação intermediários, que possam caracterizar com clareza a verdadeira conservação da cédula. Para exemplificar, veja a tabela a seguir:
| Nota | Brasil   | Internacional |
| ---- | -------- | ------------- |
| 10   | FE       | UNC           |
| 9    | S/FE     | AU            |
| 8    | S ou Sob | XF ou EF      |
| 7    | MBC/S    | VF/XF         |
| 6    | MBC      | VF            |
| 5    | BC/MBC   | VG/VF         |
| 4    | BC       | VG            |
| 3    | R/BC     | G/VG          |
| 2    | R        | G             |
| 1    | UTG      | P             |